# Zainah Anwar
Zainah Anwar (Johor, 1954) is een Maleisisch feministisch activiste en moslima.
In 1987 heeft zij de niet-gouvernementele organisatie Sisters in Islam opgericht en in 2009 heeft zij deelgenomen aan de oprichting van Musawah, een internationale beweging die zich inzet voor gelijkheid en rechtvaardigheid in moslimgezinnen.

## Biografie
De vader van Zainah Anwar, Anwar Abdul Malik (1898 – 1998), was een Maleisisch politicus en invloedrijk lid van de United Malays National Organisation (UMNO), de etnisch-nationalistische partij die sinds de onafhankelijkheid in 1957 in Maleisië aan de macht is. Haar oudere zus, Zarinah Anwar, is de voorzitter geweest van de Securities Commission Malaysia en haar jongere broer, Ahmad Akii Anwar, is een bekend kunstenaar.
Na haar studie aan de technische universiteit MARA in Shah Alam in 1972 en haar eerste werkervaring als journalist van de New Straits Times, ging ze in 1978 aan de Universiteit van Boston studeren en vervolgens aan de Fletcher School of Law and Diplomacy (Medford, Verenigde Staten), waar ze zich tot 1986 heeft bekwaamd in het internationaal recht.
Bij haar terugkomst in Maleisië ging ze aan het werk bij de Maleisische denktank Institute Of Strategic & International Studies. Van 1991 tot 1994 was zij programmamanager bij de politieke afdeling van het secretariaat van het Gemenebest in Londen.
In dezelfde periode, in 1987, richtte zij samen met andere intellectuelen uit Maleisië een feministische moslimbeweging op die in 1990 Sisters in Islam zou gaan heten en die zij twintig jaar lang zou leiden. De beweging laat zich erop voorstaan zowel feministisch te zijn als de Koran te onderschrijven en stelt het goddelijke woord niet ter discussie: ‘Het is niet de islam die vrouwen onderdrukt, maar verdraaide interpretaties van de Koran die beïnvloed zijn door de culturele waarden van een patriarchale samenleving. Gedurende het grootste deel van de geschiedenis van de islam zijn de beleving, de stem en de ervaring van vrouwen weggelaten uit het lezen en interpreteren van de Tekst. Dat stilzwijgen van mannen is lange tijd geïnterpreteerd als het stilzwijgen van de Koran.’
In 2008 trad zij af als hoofd van de Sisters in Islam, een vertrek dat drie jaar lang werd voorbereid. Omdat het moeilijk was een vervanger te vinden van hetzelfde statuur, volgde een team van vier mensen haar op.
In 2009 nam zij deel aan de oprichting van Musawah (wat gelijkheid betekent in het Arabisch), een internationale beweging die verschillende feministische groeperingen bijeen brengt die zich inzetten voor gelijkheid en rechtvaardigheid binnen moslimgezinnen.

## Standpunten
In het kader van Sisters in Islam streed Zainah Anwar voor wettelijke hervormingen die de gelijkheid tussen man en vrouw waarborgen binnen instellingen (met name Koran-instellingen) en binnen het gezin. Ze verdedigde vrouwenrechten op juridisch, sociaal en religieus vlak.
Haar activisme is specifiek gericht op de moslimvrouw, aangezien zij haar feminisme vertolkt uit naam van de islam, in het kader van de islam, en niet uit naam van universele waarden: ‘Voor de meeste moslimvrouwen is het ondenkbaar de islam de rug toe te keren. Wij zijn gelovig en als gelovige vrouwen willen we vrijheid, waarheid en rechtvaardigheid vinden in ons eigen geloof. Wij hebben de diepe overtuiging dat wij het recht hebben onze religie de heroveren.’
Anwar zet bovendien vraagtekens bij de ijtihad (een proces waarbij wetten van religieuze bronnen worden afgeleid): ‘Waarom hebben alle burgers, man of vrouw, het recht te spreken over sociale, economische en politieke vraagstukken die hun welzijn en hun rechten aantasten, maar moeten zij zwijgen wanneer het over religie gaat en zich tot de oelama (islamitische geleerden) wenden? (…) Er moet rekening worden gehouden met de ervaringen van anderen, die traditioneel gezien buitengesloten zijn van het proces van interpretatie, definiëring en toepassing van de islam. De rol van vrouwen, die de helft van de oemma (islamitische gemeenschap) uitmaken, moet worden erkend en opgenomen in deze dialoog en het proces van politieke en juridische rectificatie.’
Op politiek vlak protesteert Zainah Anwar tegen het afdrijven van de UMNO die, onder druk van de PAS (de islamitische partij in Maleisië), de competitie aangaat om de titel ‘meest godvrezende partij’. Om te voorkomen dat zij beschuldigd wordt van een gebrek aan religieuze legitimiteit, schuift de meerderheidspartij op richting een moreel conservatisme en een verharding van wetten over burgerlijke vrijheden. Zo heeft de regering bijvoorbeeld onder druk van de PAS, die de doodstraf wil voor geloofsafval, de wet aangescherpt die gaat over de mogelijkheid het islamitisch geloof op te geven. Zainah Anwar is hiertegen, omdat zij met andere liberale moslims van mening is dat er geen enkel voordeel zit aan het dwingen van ongelovigen om moslim te blijven.

## Citaat
'De conservatieven beargumenteren graag dat religie net is als geneeskunde, oftewel dat alleen een expert een mening kan geven. (Maar) als de patiënt niet tevreden is over de mening of de behandeling van de arts, dan is hij vrij om naar een ander te gaan. (…) Hij zal niet – in het beste scenario – in de gevangenis belanden of – in het slechtste scenario – ter dood veroordeeld worden. Om het respect en de loyaliteit van hun patiënten te krijgen, informeren de beste artsen zich continu over de laatste ontwikkelingen in hun vakgebied. Dat kunnen we echter niet zeggen van velen die een monopolie eisen op het besluitvormingsproces in de religie.'— Négocier les droits des femmes sous la loi religieuse en Malaisie, in Féminismes Islamiques, la Fabrique Éditions, 2013